# チチャク
チチャク（Τζιτζάκ,Tzitzak, 生没年不詳）は、東ローマ皇帝コンスタンティノス5世の皇后。ハザール・ハンのビハールの娘。「チチャク」とはトルコ語系の言葉で、「花」を意味する。
730年代半ば、レオーン3世により、ハザールとの同盟のためコンスタンティノスと結婚。結婚に際してキリスト教に改宗し、エイレーネー（Ειρήνη）と名乗った。彼女が結婚式でまとったガウンをまね、「チチャクのガウン」が東ローマ貴族の男性の間で流行した。
2人の間には、レオーン4世が生まれた。